# Synapse Software
Synapse Software war ein US-amerikanisches Software-Unternehmen, das von 1981 bis 1984 existierte. Es hatte seinen Sitz im kalifornischen Richmond.

## Geschichte
Das Unternehmen wurde von Ihor Wolosenko und Ken Grant gegründet und gehörte in den 1980er-Jahren zu den bekannteren Softwarehäusern.
Zu den erfolgreicheren Produktionen gehören Fort Apocalypse von Steve Hales, Blue Max und Shamus von William Mataga sowie das Adventure Mindwheel, bei dem Hales und Mataga mit dem Lyriker Robert Pinsky zusammenarbeiteten. Auch die von Bill Williams für Synapse programmierten Actionspiele verkauften sich gut; der Ludohistoriker Jimmy Maher nennt Synapse Software die „Meister der Atari-8bit-Actionspiele“. Die Cover der Synapse-Spiele wurden von Tim Boxell gestaltet, der zuvor Comics gezeichnet hatte und ein Freund von Wolosenko war. Das Studio produzierte auch Anwendersoftware für die Atari-Heimcomputer. Programme wie SynFile oder SynCalc richteten sich zum Teil an professionelle Anwender und wurden von Atari veröffentlicht.
Nach dem Video Game Crash 1983 wurde Atari an Jack Tramiel verkauft, der sich weigerte, 40.000 bereits versendete Softwareprodukte von Synapse zu bezahlen. 1984 geriet Synapse dadurch in finanzielle Schwierigkeiten und schloss im Oktober 1984 einen Vertrag, der die Übernahme durch Brøderbund regelte. Mit seinen Textadventures trat Synapse in den von den Medien so betitelten „Parser war“ (Parser-Krieg) ein – die Synapse-Entwickler standen in direkter Konkurrenz zu den Programmierteams von anderen Textadventureproduzenten wie Telarium, die ebenfalls daran arbeiteten, einen Parser zu entwickeln, der dem von Marktführer Infocom ebenbürtig oder gar überlegen wäre.
1986 wurde Synapse wegen mangelnder Rentabilität aufgelöst. Ein weiteres Textadventure, das die Welt der Samurai zum Inhalt hatte, war zu diesem Zeitpunkt fertiggestellt, wurde aber nicht mehr veröffentlicht.

## Ludografie
| Name            | Jahr | Genre         | Publisher  |
| --------------- | ---- | ------------- | ---------- |
| Alley Cat       | 1983 | Jump ’n’ Run  | Ariolasoft |
| Blue Max        | 1983 | Action        | Synapse    |
| Blue Max 2001   | 1984 | Action        | Ariolasoft |
| Breakers        | 1986 | Textadventure | Brøderbund |
| Brimstone       | 1985 | Textadventure | Brøderbund |
| Dimension X     | 1984 | Action        | Synapse    |
| Doughboy        | 1984 | Action        | Synapse    |
| Drelbs          | 1983 | Strategie     | Synapse    |
| Electrician     | 1986 | Action        | Kemco      |
| Essex           | 1985 | Textadventure | Brøderbund |
| Fort Apocalypse | 1982 | Action        | Synapse    |
| Mind Walker     | 1986 | Action        | Commodore  |
| Mindwheel       | 1984 | Textadventure | Brøderbund |
| Necromancer     | 1982 | Action        | Synapse    |
| Sentinel        | 1984 | Action        | Synapse    |
| Shamus          | 1982 | Action        | Synapse    |